# Zyklon Jasper (2023)
Zyklon Jasper war der erste benannte Zyklon der australischen Zyklonsaison 2023–2024. Er erreichte die Kategorie 4 auf der Skala des Bureau of Meteorology (BoM) und führte im Norden von Queensland nach tagelangen Regenfällen zu schweren Überschwemmungen. Mindestens eine Person kam ums Leben.

## Meteorologischer Verlauf

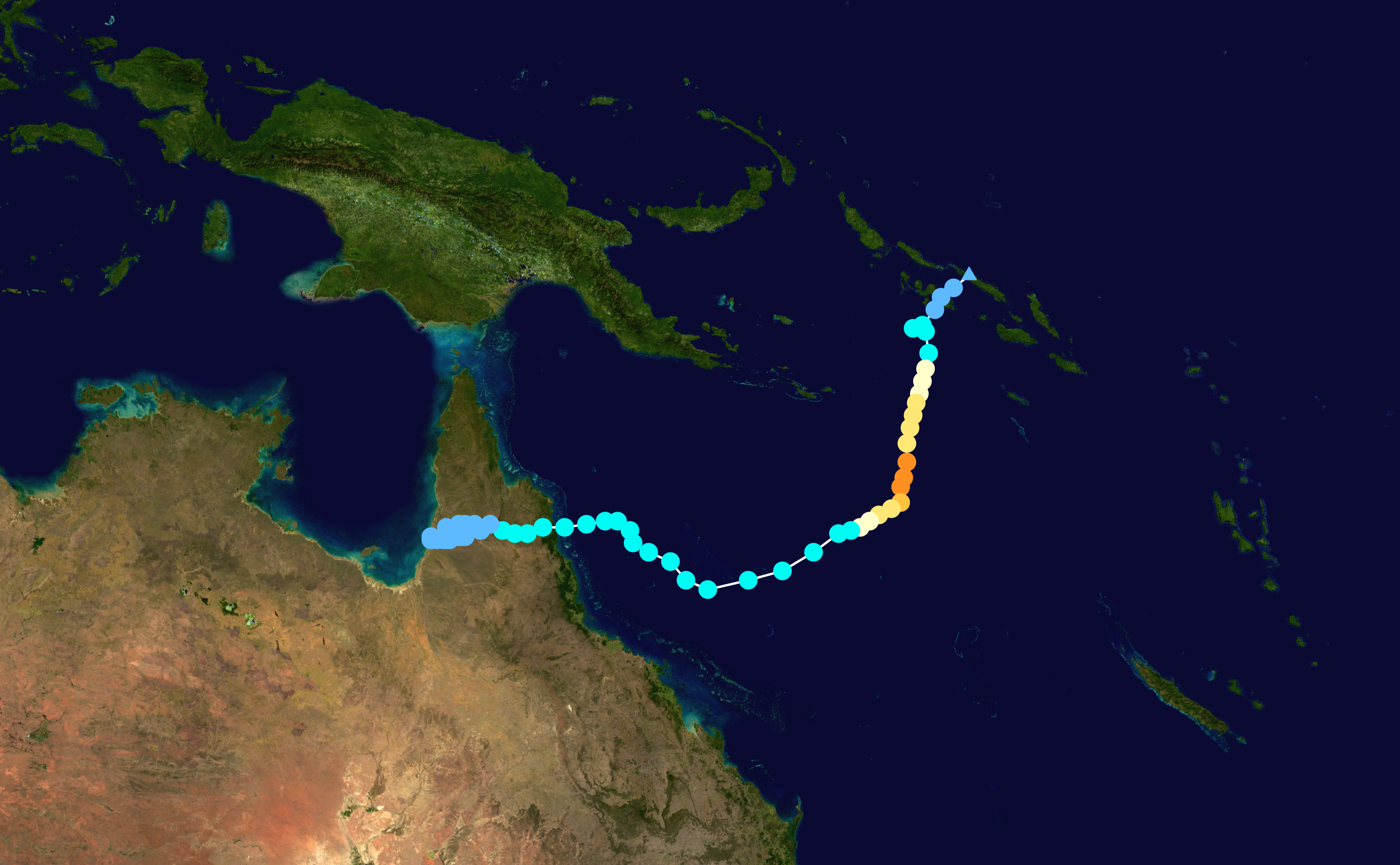
Zugbahn von Jasper

Am 2. Dezember berichtete das australische Bureau of Meteorology, dass sich im Südpazifik östlich der Salomonen im Verantwortungsbereich von Fidschi die tropische Störung 03F gebildet habe, die in Tropical Low 02U umbenannt wurde. Zwei Tage später, am 4. Dezember um 00:00 UTC, würde das System in den australischen Verantwortungsbereich gelangen. Das JTWC gab später am Tag eine Warnung zur Bildung eines tropischen Wirbelsturmes (Tropical Cyclone Formation Alert (TCFA)) heraus und prognostizierte eine hohe Wahrscheinlichkeit für die Entwicklung eines schweren tropischen Zyklons. Später am nächsten Tag gab das JTWC daraufhin Warnungen zu dem System aus und stufte es als Tropical Cyclone 03P ein. Das BoM folgte daraufhin diesem Beispiel und stufte es zu einem tropischen Zyklon der Kategorie 1 hoch, dem es den Namen Jasper gab.
Jasper begann wegen eines östlich gelegenen äquatorialen Hochdruckrückens nach Süden zu ziehen. Am nächsten Tag entwickelte sich das Zentrum des Zyklons weiter, wobei Konvektionsbänder begannen, sich um das Zentrum zu wickeln, was das JTWC dazu veranlasste, das System zu einem Zyklon der Kategorie 1 auf der Saffir-Simpson-Hurrikan-Windskala (SSHWS) hochzustufen. Das BoM stufte Jasper, der sich aufgrund der warmen Meeresoberflächentemperaturen und geringer Windscherung schnell entwickelte, zu einem Zyklon der Kategorie 2 und später zu einem Zyklon der Kategorie 3 hoch. Um den Sturm bildeten sich Konvektionsbänder und auf den Satellitenbildern wurde ein Sturmauge erkennbar. Am nächsten Tag verstärkte Jasper sich weiter und zu einem schweren tropischen Zyklon der Kategorie 4. Er erreichte geschätzt maximale 10-minütig anhaltende Windgeschwindigkeiten von 195 km/h (120 mph) und einen zentralen Luftdruck von 938 hPa. Kurz darauf begann Jasper schwächer zu werden, sein Auge füllte sich mit Wolken und die tiefe Konvektion erodierte aufgrund der Mitnahme trockener Luft. Jasper verstärkte sich anschließend erneut und traf am 13. Dezember um 7:00 UTC als tropischer Wirbelsturm der Kategorie 2 in Wujal Wujal, Queensland, auf Land. Danach schwächte sich Jasper weiter ab und wurde um 11:00 UTC zu einem tropischen Wirbelsturm der Kategorie 1. Um 13:00 UTC wurde er offiziell zu einem ehemaligen tropischen Wirbelsturm herabgestuft, dessen Standort auf 165 km nordwestlich von Cairns und 75 km südwestlich von Cooktown geschätzt wurde. Böen von bis zu 115 km/h wurden am 14. Dezember gegen 6:30 Uhr auf den Low Isles vor der Küste von Port Douglas registriert. Das BoM gab dem tropischen Tief am 15. Dezember eine moderate Wahrscheinlichkeit, sich ab 20. Dezember erneut zu einem Zyklon zu verstärken, jedoch wurde dies die nächsten Tage immer weiter bis auf eine sehr geringe Wahrscheinlichkeit herabgestuft. Der sich langsam bewegende Ex-Zyklon führte im Norden von Queensland zu tagelangen, starken Niederschlägen. In einigen Gebieten um Port Douglas und nördlich von Cairns fiel in wenigen Tagen mehr als 1000 mm Regen.

## Vorbereitungen

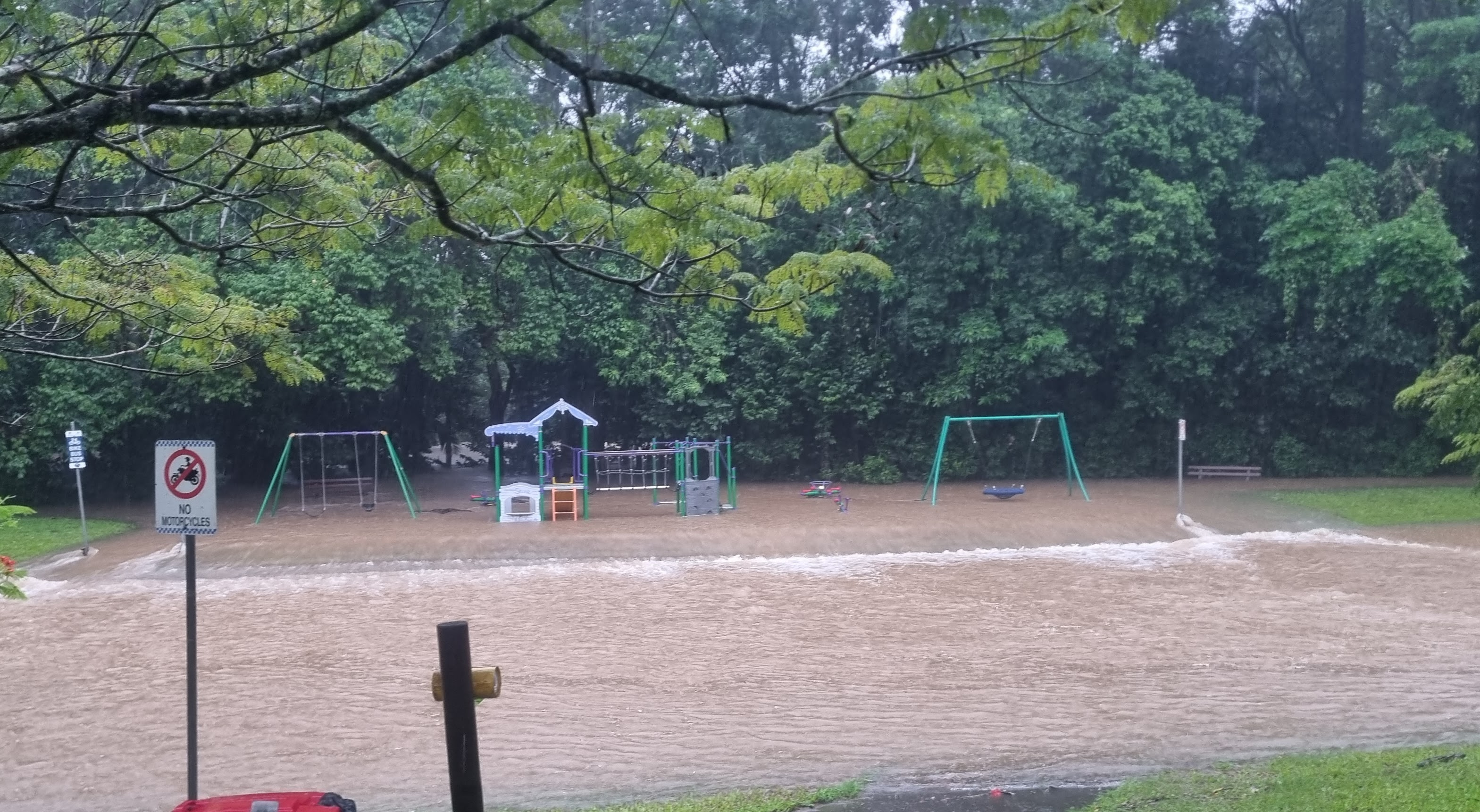
Ein durch einen über die Ufer getretenen Bach überfluteter Park in Redlynch, Queensland am 17. Dezember

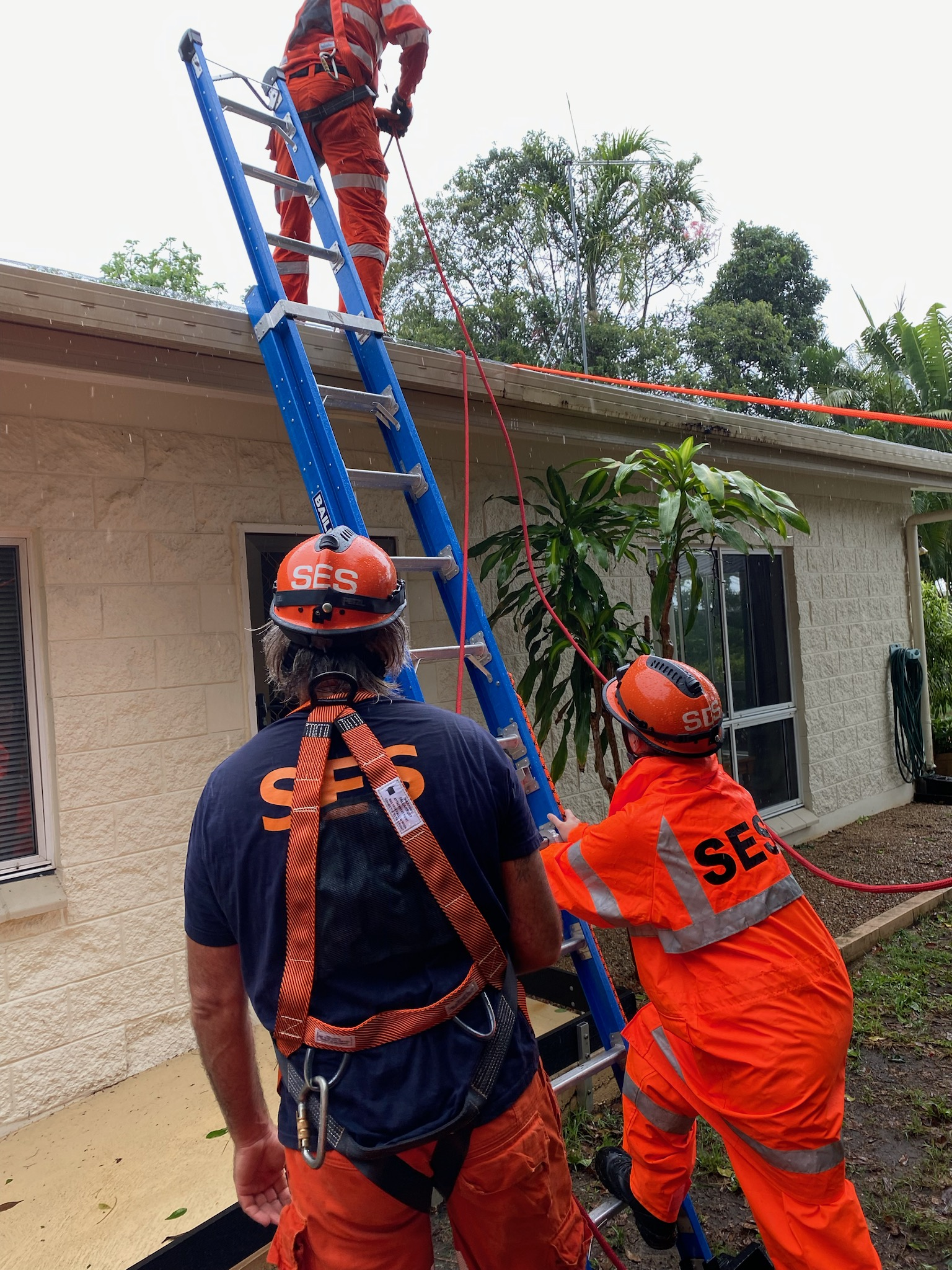
Freiwillige des Queensland State Emergency Service reparieren ein durch Jasper beschädigtes Hausdach

Am 6. Dezember gaben die Solomon Islands Meteorological Services (SIMS) eine Warnung für die Provinzen Western, Choiseul, Isabel, Central, Malaita, Guadalcanal, Makira und Ulawa sowie Rennell und Bellona der Salomonen aus.
Meteorologen einer Station auf der rund 450 km von Australien entfernt gelegenen Willis Island im Korallenmeer wurden vor Eintreffen des Zyklons am 9. Dezember durch die HMAS Brisbane der Royal Australian Navy evakuiert. Am Cairns Airport wurden alle Flüge vom 13. Dezember verschoben. Der Paronella Park wurde vorsorglich bis zum 15. Dezember geschlossen und auch viele andere Betriebe blieben zu.

## Auswirkungen
In Daintree wurden innerhalb von 6 Stunden bis 10:30 UTC 192 mm Niederschlag registriert. Yandill im Einzugsgebiet des Daintree Rivers verzeichnete innerhalb von 24 Stunden 624 mm Regen, während Diwan genau 500 mm verzeichnete. Zahlreiche Bäume kippten durch die Sturmböen um und Straßen blieben nach dem Sturm gesperrt, darunter der Captain Cook Highway zwischen Cairns und Port Douglas. In Far North Queensland verursachte Jasper Stromausfälle, die fast 40.000 Menschen betrafen. Zusätzliche Polizeikräfte wurden eingesetzt einige Gebiete zu überwachen, nachdem Plünderer wegen des Zyklons verlassene Häuser und Geschäfte überfallen hatten. Ein 30-jähriger Mann wurde am 15. Dezember nach schweren Gewittern in Murarrie in Brisbane bewusstlos in der Nähe umgestürzter Stromleitungen gefunden und starb wenig später an den Folgen des Stromschlags. Ein 10-jähriges Mädchen wurde durch Blitzschlag am 17. Dezember in Beerwah an der Sunshine Coast lebensgefährlich verletzt. Die starken Regenfälle hielten in Far North Queensland tagelang an und an zahlreichen Messstationen wurden Tagesniederschlagsrekorde für Dezember gebrochen. Der Daintree River erreichte einen neuen Rekordpegel und der Barron River seinen höchsten Wasserpegel seit 1977. In der Folge kam es in der Region zu teils meterhohen Überschwemmungen. Einige Menschen mussten sich auf Häuserdächer flüchten. Das Militär wurde zur Unterstützung eingesetzt. Erste 20 Personen der von Überflutungen besonders betroffenen Aborigine-Gemeinschaft Wujal Wujal wurden am 19. Dezember nach Cooktown evakuiert.
Durch die Überflutungen wurde unter anderem auch der Palmerston Highway stark beschädigt, sodass der wichtigste Transportweg der Bananen- und Mangoplantagen vom Inland an die Küste unterbrochen wurde. Landwirte in der Region verloren große Anteile ihrer Ernte durch die Überschwemmungen. Für den Tourismus in Queensland werden die Kosten durch Stornierungen auf etwa 60 Millionen Dollar geschätzt. Der durch den übergelaufenen Barron River überschwemmte Cairns Airport war Stand 18. Dezember immer noch geschlossen. Auch ökologische Folgen werden befürchtet. Nach Schätzungen des Australian Institute of Marine Science (AIMS) wurde durch die langsame Zugbahn von Zyklon Jasper über das Korallenmeer etwa 20 % des Great Barrier Reefs Wellen ausgesetzt, die hoch genug waren, um Korallen auseinanderzubrechen. Das betroffene Gebiet liegt vor der Küste von Cooktown bis Mackay. Zudem könnte das von den Überschwemmungen in die Küstengewässer gespülte Wasser die dortigen Korallen und Seegraswiesen beeinträchtigen, da es Nährstoffe und Sedimente mit sich bringt, die das Algenwachstum fördern und den Korallen Licht nehmen.